# Mistrzostwa Europy w Lekkoatletyce 1986 – trójskok mężczyzn
Trójskok mężczyzn był jedną z konkurencji rozgrywanych podczas XIV mistrzostw Europy w Stuttgarcie. Kwalifikacje zostały rozegrane 29 sierpnia, a finał 30 sierpnia 1986 roku. Zwycięzcą tej konkurencji został reprezentant Bułgarii Christo Markow. W rywalizacji wzięło udział dwudziestu trzech zawodników z trzynastu reprezentacji.

## Rekordy
| Rekord świata     | Willie Banks (USA)   | 17,97 | Indianapolis, Stany Zjednoczone | 16.06.1985 |
| Rekord Europy     | Christo Markow (BGR) | 17,80 | Budapeszt, Węgry                | 11.08.1986 |
| Rekord mistrzostw | Keith Connor (GBR    | 17,29 | Ateny, Grecja                   | 10.09.1982 |

## Wyniki

### Kwalifikacje
Zawodnicy startowali w dwóch grupach. Minimum kwalifikacyjne wynosiło 16,80 m. Do finału awansowali skoczkowie, którzy uzyskali minimum (Q) lub 12 skoczków z najlepszymi wynikami (q).
| Pozycja | Grupa | Zawodnik            | Państwo         | Wynik | Uwagi |
| ------- | ----- | ------------------- | --------------- | ----- | ----- |
| 1.      | A     | Mykoła Musijenko    | ZSRR            | 16,94 | Q     |
| 2.      | B     | Volker Mai          | NRD             | 16,93 | Q     |
| 3.      | B     | Oleg Procenko       | ZSRR            | 16,93 | Q     |
| 4.      | B     | Christo Markow      | Bułgaria        | 16,90 | Q     |
| 5.      | A     | Béla Bakosi         | Węgry           | 16,83 | Q     |
| 6.      | A     | Dirk Gamlin         | NRD             | 16,75 | q     |
| 7.      | B     | Serge Hélan         | Francja         | 16,67 | q     |
| 8.      | B     | Didier Falise       | Belgia          | 16,66 | q     |
| 9.      | A     | Mike Makin          | Wielka Brytania | 16,65 | q     |
| 10.     | A     | Māris Bružiks       | ZSRR            | 16,60 | q     |
| 11.     | A     | Arne Holm           | Szwecja         | 16,50 | q     |
| 12.     | A     | Georgi Pomaszki     | Bułgaria        | 16,45 | q     |
| 13.     | A     | Dario Badinelli     | Włochy          | 16,42 |       |
| 14.     | B     | Ján Čado            | Czechosłowacja  | 16,39 |       |
| 15.     | A     | Ivan Slanař         | Czechosłowacja  | 16,35 |       |
| 16.     | B     | John Herbert        | Wielka Brytania | 16,32 |       |
| 17.     | B     | Jacek Pastusiński   | Polska          | 16,32 |       |
| 18.     | A     | Peter Bouschen      | RFN             | 16,10 |       |
| 19.     | A     | Milan Mikuláš       | Czechosłowacja  | 16,10 |       |
| 20.     | B     | Claes Rahm          | Szwecja         | 15,83 |       |
| 21.     | A     | Thomas Eriksson     | Szwecja         | 15,79 |       |
| 22.     | B     | Marios Chadziandreu | Cypr            | 15,50 |       |
| 23.     | B     | Wolfgang Zinser     | RFN             | 15,12 |       |

### Finał
| Poz. | Zawodnik         | Reprezentacja   | Próby | Próby | Próby | Próby | Próby | Próby | Wynik | Uwagi |
| Poz. | Zawodnik         | Reprezentacja   | 1     | 2     | 3     | 4     | 5     | 6     | Wynik | Uwagi |
| ---- | ---------------- | --------------- | ----- | ----- | ----- | ----- | ----- | ----- | ----- | ----- |
| 01 ! | Christo Markow   | Bułgaria        | 17,66 | 17,30 | 17,35 | 15,80 | 17,34 | 17,47 | 17,66 | CR    |
| 02 ! | Māris Bružiks    | ZSRR            | 17,33 | 16,85 | 17,01 | 16,85 | x     | 16,41 | 17,33 |       |
| 03 ! | Oleg Procenko    | ZSRR            | 15,36 | x     | 17,28 | x     | 17,21 | 17,06 | 17,28 |       |
| 4.   | Georgi Pomaszki  | Bułgaria        | 16,89 | x     | 16,99 | 16,24 | x     | 16,42 | 16,99 |       |
| 5.   | Dirk Gamlin      | NRD             | 16,19 | 16,41 | 16,71 | 16,89 | 16,66 | x     | 16,89 |       |
| 6.   | Mykoła Musijenko | ZSRR            | x     | 16,35 | 16,69 | 16,84 | 16,29 | 16,86 | 16,86 |       |
| 7.   | Volker Mai       | NRD             | 16,72 | x     | x     | 16,72 | 16,74 | 16,74 | 16,74 |       |
| 8.   | Didier Falise    | Belgia          | 16,74 | 16,50 | 16,45 | 16,74 | 16,70 | 16,62 | 16,74 |       |
| 9.   | Serge Hélan      | Francja         |       |       |       |       |       |       | 16,64 |       |
| 10.  | Mike Makin       | Wielka Brytania |       |       |       |       |       |       | 16,63 |       |
| 11.  | Arne Holm        | Szwecja         |       |       |       |       |       |       | 16,37 |       |
| 12.  | Béla Bakosi      | Węgry           |       |       |       |       |       |       | 16,09 |       |